# الري في مصر
يعتمد الري في مصر على نهر النيل، وتنظم هذه العمليات وزارة الموارد المائية والري.

## الرى السطحي
يعرف الري السطحي أو الري بالغمر كمجموعة من تقنيات تطبيق مياه الري وتوزيعها فوق سطح التربة بفعل الجاذبية. وعادة ما تصل نسبة الري السطحي بمصر حاليا إلى حوالي 90 ٪ من الأراضي المروية في مصر، وتعدّ كفاءة الري بهذه الطريقة منخفضة. وعادة ما يستخدم نظام الري السطحي في الأراضي القديمة المزروعة، والتي تبلغ المساحة الإجمالية لها نحو 2.73 مليون هكتار ( 6.5 مليون فدان ).
ويعدّ الري بالأحواض وبالشرائح وبالخطوط هي الطريقة الرئيسية للري السطحي في مصر. وتعدّ طرق الري السطحي غير فعالة، والتي يمكن أن تكون بسبب العديد من العقبات الفيزيائية (على سبيل المثال: شدة أنحدار الأرض، والتربة الضحلة، وسوء إمدادات المياه.. وغيرها)، وذلك من خلال سوء التصميم والتخطيط، أو نتيجة الإدارة غير الجيدة للري. ويمثل أستهلاك المياه لهذا النوع من الري نحو 61 ٪ من إجمالي الموارد المائية. ولذلك، فإن تحسين هذا النظام يوفر كميات كبيرة من مياه الري، والتي يمكن استخدامها بعد ذلك للتوسع الأفقي.
| بنود المقارنة | الرى بالحوض                 | الرى بالشرائح               | الرى بالخطوط                |
| ------------- | --------------------------- | --------------------------- | --------------------------- |
| أنخفاض الأرض  | أقل من 0.1 %                | أكبر من 0.1 %               | أكبر من 0.1 %               |
| التربة        | معدلات الرشح منخفضة ومتوسطة | معدلات الرشح منخفضة ومتوسطة | معدلات الرشح منخفضة ومتوسطة |
| شكل الأرض     | الحقول الغير منتظمة         | الحقول المستطيلة            | الحقول المستطيلة            |
| المحاصيل      | المحاصيل مثل الأرز          | المحاصيل المكثفة            | المحاصيل المكثفة            |
| القوى العاملة | انخفاض الأيدي العاملة       | زيادة الأيدى العاملة        | زيادة الأيدى العاملة        |

## الرى الدقيق
ويعتمد هذا الرى على الاساليب التكنولوجية الحديثة المستخدمة حاليا